# モサプラミン
モサプラミン (mosapramine) は、イミノベンジル系定型抗精神病薬。無臭。統合失調症などの治療に用いられる。
日本では田辺三菱製薬から商品名クレミンで販売されている。

## 効能・効果
統合失調症

## 副作用
- 倦怠感、脱力感、集中力低下、眠気など

## 禁忌・注意
- パーキンソン病の者は投与できない
- 眠気や注意力の低下が起こることがあるため、自動車の運転は控える
- 肝障害のある者はよく注意する